# Cheoin-gu
Cheoin-gu är ett av de tre stadsdistrikten (gu) i staden Yongin i provinsen Gyeonggi i den nordvästra delen av Sydkorea, 50 km söder om huvudstaden Seoul. Vid utgången av 2020 hade distriktet 267 152 invånare.

## Administrativ indelning
Distriktet är indelat i fem stadsdelar (dong), fyra köpingar (eup) och tre socknar (myeon): 
Baegam-myeon,
Dongbu-dong,
Idong-eup,
Jungang-dong,
Mohyeon-eup,
Namsa-eup,
Pogok-eup,
Samga-dong,
Wonsam-myeon,
Yangji-myeon,
Yeokbuk-dong och
Yurim-dong.